# Kunstrijden op de Olympische Winterspelen 2002

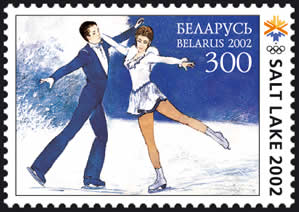
Een voorstelling van het ijsdansen op een Wit-Russische postzegel ter gelegenheid van de Olympische Spelen (2002)

Het kunstrijden is een van de sporten die beoefend werden tijdens de Olympische Winterspelen 2002 in Salt Lake City. Het was de 21e keer dat het kunstrijden op het olympische programma stond. In 1908 en 1920 stond het op het programma van de Olympische Zomerspelen. De wedstrijden vonden plaats van 11 tot en met 23 februari in het Salt Lake Ice Center.
In totaal namen 143 deelnemers (72 mannen en 71 vrouwen) uit 31 landen deel aan de vier disciplines.
Vier deelnemers, Elvis Stojko in het mannentoernooi, Laetitia Hubert in het vrouwentoernooi en het ijsdanspaar Margarita Drobiazko / Povilas Vanagas, namen voor de vierde keer deel. Margus Hernits bij de mannen, Elena Liasjenko bij de vrouwen, paarrijdster Yelena Berezhnaya en bij het ijsdansen het paar Shae-Lynn Bourne / Victor Kraatz en Tatjana Navka namen voor de derde keer deel. Acht mannen, zes vrouwen, negen paarrijders (waaronder drie paren) en acht ijsdansparen namen voor de tweede keer deel.
De olympische kampioenen bij de paren (Berezhnaya / Anton Sikharulidze) en bij het ijsdansen (Marina Anissina / Gwendal Peizerat) veroverden hun tweede medaille, in 1998 behaalden ze respectievelijk de tweede en de derde plaats. Bij de vrouwen veroverde bronzen-medaillewinnares Michelle Kwan haar tweede medaille, in 1998 behaalde ze de zilveren medaille.
Het paarrijden kende een curieus slot. De jury had het Russische paar tot winnaars uitgeroepen, maar na protesten van de Canadezen en aanhoudende druk van de publieke opinie werd de jurering doorgelicht. Het Franse jurylid bekende niet objectief te hebben gehandeld, waarna ook het Canadese paar door het IOC een gouden medaille werd toegekend. Mede naar aanleiding van deze zaak, werd de ISU min of meer gedwongen het systeem van jurering drastisch te wijzigen, met als resultaat het systeem dat vanaf 2005 gangbaar is.

## Uitslagen
| Eindrangschikking |
| --- |
| Elk van de negen juryleden rangschikte de solisten/de paren per fase van hun te schaatsen programma van plaats 1 tot en met de laatste plaats. Deze rangschikking geschiedde op basis van het toegekende puntentotaal door het jurylid gegeven. De uiteindelijke rangschikking per fase geschiedde bij een meerderheidsplaatsing. Wanneer een deelnemer/paar als enige bij meerderheid als eerste was gerangschikt, kreeg deze de eerste plaats toebedeeld. Vervolgens werd voor elke volgende positie deze procedure herhaald, waarbij het aantal plaatsingen voor die positie werd bepaald door het aantal keren dat diezelfde positie of hogere positie werd behaald (dus, voor plaats 2 telden alle top 2 plaatsen, voor plaats 3 alle top 3 plaatsen, enz.). Wanneer geen meerderheidsplaatsing kon worden bepaald dan werd de procedure voor de volgende positie ingezet. Wanneer meerdere deelnemers een gelijk aantal meerderheidsplaatsingen hadden dan waren de beslissende factoren: 1) de laagste som van de meerderheidsplaatsingen, 2) laagste som van plaatsingcijfers van alle juryleden. Na elke fase werd het plaatsingcijfer per fase vermenigvuldigd met een factor: bij de solisten en paren: x0.5 (33,3%) voor de korte kür en x1.0 (66,7%) voor de vrije kür. bij het ijsdansen: x0.2 (10%) voor de verplichte figuren #1, x0.2 (10%) voor de verplichte figuren #2, x0.6 (30%) voor de originele kür en x1.0 (50%) voor de vrije kür. De som van de factorplaatsingcijfers per fase bepaalde de eindrangschikking. Wanneer meerdere solisten/paren dezelfde factorplaatsingcijfer behaalden, was het laagste plaatsingcijfer van de vrije kür beslissend. |

### Mannen
Op 14 (korte kür) en 16 februari (vrije kür) streden 28 mannen uit 20 landen om de medailles.
pc = som plaatsingcijfers per fase, pc/kk = plaatsingcijfer/korte kür (x0.5; 33,3%), pc/vk = plaatsingcijfer/vrije kür (x1.0; 66,7%),
| rang   | sporter(s)             | land | pc   | pc/kk | pc/vk |
| ------ | ---------------------- | ---- | ---- | ----- | ----- |
| Goud   | Aleksej Jagoedin       | RUS  | 1.5  | 0.5   | 1.0   |
| Zilver | Jevgeni Pljoesjtsjenko | RUS  | 4.0  | 2.0   | 2.0   |
| Brons  | Timothy Goebel         | USA  | 4.5  | 1.5   | 3.0   |
| 4      | Takeshi Honda          | JPN  | 5.0  | 1.0   | 4.0   |
| 5      | Alexander Abt          | RUS  | 7.5  | 2.5   | 5.0   |
| 6      | Todd Eldredge          | USA  | 10.5 | 4.5   | 6.0   |
| 7      | Michael Weiss          | USA  | 11.0 | 4.0   | 7.0   |
| 8      | Elvis Stojko           | CAN  | 11.5 | 3.5   | 8.0   |
| 9      | Li Chengjiang          | CHN  | 12.0 | 3.0   | 9.0   |
| 10     | Anthony Liu            | AUS  | 15.0 | 5.0   | 10.0  |
| 11     | Frédéric Dambier       | FRA  | 16.5 | 5.5   | 11.0  |
| 12     | Kevin Van der Perren   | BEL  | 19.5 | 6.5   | 13.0  |
| 13     | Ivan Dinev             | BUL  | 20.0 | 6.0   | 14.0  |
| 14     | Brian Joubert          | FRA  | 20.5 | 8.5   | 12.0  |
| 15     | Stéphane Lambiel       | SUI  | 24.0 | 8.0   | 16.0  |
| 16     | Zhang Min              | CHN  | 24.5 | 9.5   | 15.0  |
| 17     | Vachtang Moervanidze   | GEO  | 26.0 | 9.0   | 17.0  |
| 18     | Dmitri Dmitrenko       | UKR  | 28.5 | 10.5  | 18.0  |
| 19     | Roman Skorniakov       | UZB  | 29.0 | 10.0  | 19.0  |
| 20     | Li Yunfei              | CHN  | 30.0 | 7.0   | 23.0  |
| 21     | Sergej Davydov         | BLR  | 31.5 | 7.5   | 24.0  |
| 22     | Yosuke Takeuchi        | JPN  | 32.0 | 12.0  | 20.0  |
| 23     | Gheorghe Chiper        | ROU  | 32.5 | 11.5  | 21.0  |
| 24     | Sergei Rylov           | AZE  | 33.0 | 11.0  | 22.0  |
|        |                        |      |      |       |       |
| 25     | Zoltán Tóth            | HUN  | 12.5 | 12.5  |       |
| 26     | Angelo Dolfini         | ITA  | 13.0 | 13.0  |       |
| 27     | Margus Hernits         | EST  | 13.5 | 13.5  |       |
| 28     | Lee Kyu-hyun           | KOR  | xx   | xx    | xx    |

### Vrouwen

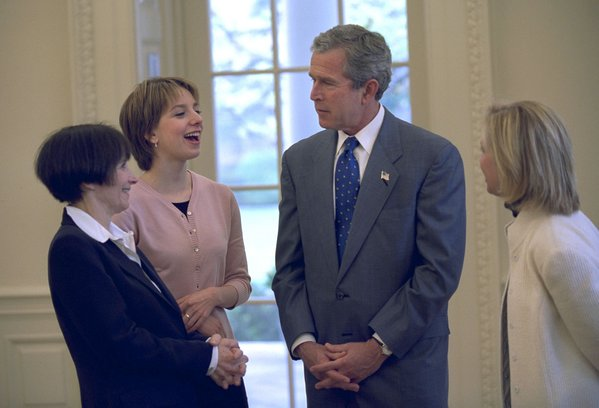
Olympisch kampioene Sarah Hughes ontmoette president George W. Bush (2002)

Op 21 (korte kür) en 23 februari (vrije kür) streden 27 vrouwen uit 19 landen om de medailles.
pc = som plaatsingcijfers per fase, pc/kk = plaatsingcijfer/korte kür (x0.5; 33,3%), pc/vk = plaatsingcijfer/vrije kür (x1.0; 66,7%),
| rang   | sporter(s)          | land | pc   | pc/kk | pc/vk  |
| ------ | ------------------- | ---- | ---- | ----- | ------ |
| Goud   | Sarah Hughes        | USA  | 3.0  | 2.0   | 1.0    |
| Zilver | Irina Sloetskaja    | RUS  | 3.0  | 1.0   | 2.0    |
| Brons  | Michelle Kwan       | USA  | 3.5  | 0.5   | 3.0    |
| 4      | Sasha Cohen         | USA  | 5.5  | 1.5   | 4.0    |
| 5      | Fumie Suguri        | JPN  | 8.5  | 3.5   | 5.0    |
| 6      | Maria Boetyrskaja   | RUS  | 8.5  | 2.5   | 6.0    |
| 7      | Jennifer Robinson   | CAN  | 11.0 | 4.0   | 7.0    |
| 8      | Júlia Sebestyén     | HUN  | 11.0 | 3.0   | 8.0    |
| 9      | Viktoria Voltsjkova | RUS  | 16.0 | 6.0   | 10.0   |
| 10     | Silvia Fontana      | ITA  | 17.5 | 5.5   | 11.0   |
| 11     | Elina Kettunen      | FIN  | 18.0 | 9.0   | 9.0    |
| 12     | Halina Maniatsjenko | UKR  | 18.5 | 7.5   | 11.0   |
| 13     | Sarah Meier         | SUI  | 20.5 | 4.5   | 16.0   |
| 14     | Elena Liasjenko     | UKR  | 21.0 | 8.0   | 13.0   |
| 15     | Laetitia Hubert     | FRA  | 22.0 | 7.0   | 15.0   |
| 16     | Vanessa Gusmeroli   | FRA  | 22.0 | 5.0   | 17.0   |
| 17     | Yoshie Onda         | JPN  | 22.5 | 8.5   | 14.0   |
| 18     | Julia Soldatova     | BLR  | 29.0 | 11.0  | 18.0   |
| 19     | Idora Hegel         | CRO  | 30.5 | 11.5  | 19.0   |
| 20     | Vanessa Giunchi     | ITA  | 30.5 | 10.5  | 20.0   |
| 21     | Zuzana Babiakova    | SVK  | 31.0 | 10.0  | 21.0   |
| 22     | Mojca Kopač         | SLO  | 31.5 | 9.5   | 22.0   |
| 23     | Roxana Luca         | ROU  | 35.0 | 12.0  | 23.0   |
|        |                     |      |      |       |        |
| 24     | Tatiana Malinina    | UZB  | 6.5  | 6.5   | t.z.t. |
| 25     | Stephanie Zhang     | AUS  | 12.5 | 12.5  |        |
| 26     | Park Bit-na         | KOR  | 13.0 | 13.0  |        |
| 27     | Joelija Vorobjova   | ARM  | 13.5 | 13.5  |        |

### Paren
Op 11 (korte kür) en 13 februari (vrije kür) streden 20 paren uit twaalf landen om de medailles.
pc = som plaatsingcijfers per fase, pc/kk = plaatsingcijfer/korte kür (x0.5; 33,3%), pc/vk = plaatsingcijfer/vrije kür (x1.0; 66,7%),
| rang  | sporter(s)                                | land | pc   | pc/kk | pc/vk |
| ----- | ----------------------------------------- | ---- | ---- | ----- | ----- |
| Goud  | Yelena Berezhnaya / Anton Sikharulidze    | RUS  | 1.5  | 0.5   | 1.0   |
| Goud  | Jamie Sale / David Pelletier              | CAN  | 3.0  | 2.0   | 1.0   |
| Brons | Xue Shen / Hongbo Zhao                    | CHN  | 4.5  | 1.5   | 3.0   |
| 4     | Tatjana Totmjanina / Maksim Marinin       | RUS  | 6.0  | 2.0   | 4.0   |
| 5     | Kyoko Ina / John Zimmerman                | USA  | 7.5  | 2.5   | 5.0   |
| 6     | Maria Petrova / Aleksej Tichonov          | RUS  | 9.0  | 3.0   | 6.0   |
| 7     | Dorota Zagórska / Mariusz Siudek          | POL  | 11.0 | 4.0   | 7.0   |
| 8     | Katerina Berankova / Otto Dlabola         | CZE  | 11.5 | 3.5   | 8.0   |
| 9     | Pang Qing / Tong Jian                     | CHN  | 14.0 | 5.0   | 9.0   |
| 10    | Jacinthe Lariviere / Lenny Faustino       | CAN  | 16.5 | 6.5   | 10.0  |
| 11    | Zhang Dan / Zhang Hao                     | CHN  | 16.5 | 4.5   | 12.0  |
| 12    | Anabelle Langlois / Patrice Archetto      | CAN  | 18.0 | 7.0   | 11.0  |
| 13    | Tiffany Scott / Philip Dulebohn           | USA  | 18.5 | 5.5   | 13.0  |
| 14    | Mariana Kautz / Norman Jeschke            | GER  | 21.0 | 6.0   | 15.0  |
| 15    | Aliona Savchenko / Stanislav Morozov      | UKR  | 22.0 | 8.0   | 14.0  |
| 16    | Tatiana Tsjoevaeva / Dmitri Palamartsjoek | UKR  | 23.5 | 7.5   | 16.0  |
| 17    | Olga Bestandigova / Jozef Bestandig       | SVK  | 25.5 | 8.5   | 17.0  |
| 18    | Natalia Ponomareva / Evgeni Sviridov      | UZB  | 27.0 | 9.0   | 18.0  |
| 19    | Michela Cobisi / Ruben De Pra             | ITA  | 28.5 | 9.5   | 19.0  |
| 20    | Maria Krasiltseva / Alexander Chestnikh   | ARM  | 30.0 | 10.0  | 20.0  |

### IJsdansen
Op 17 (verplichte figuren), 19 (originele kür) en 20 februari (vrije kür) streden 24 ijsdansparen uit achttien landen om de medailles.
pc = som plaatsingcijfers per fase, pc/vf1 = plaatsingcijfer/verplichte figuren #1 (x0.2; 10%), pc/vf2 = plaatsingcijfer/verplichte figuren #2 (x0.2; 10%), pc/ok = plaatsingcijfer/originele kür (x0.6; 30%), pc/vk = plaatsingcijfer/vrije kür (x1.0; 50%),
| rang   | sporter(s)                              | land | pc   | pc/vf1 | pc/vf2 | pc/ok | pc/vk |
| ------ | --------------------------------------- | ---- | ---- | ------ | ------ | ----- | ----- |
| Goud   | Marina Anissina / Gwendal Peizerat      | FRA  | 2.0  | 0.2    | 0.2    | 0.6   | 1.0   |
| Zilver | Irina Lobacheva / Ilia Averbukh         | RUS  | 4.0  | 0.4    | 0.4    | 1.2   | 2.0   |
| Brons  | Barbara Fusar-Poli / Maurizio Margaglio | ITA  | 6.0  | 0.6    | 0.6    | 1.8   | 3.0   |
| 4      | Shae-Lynn Bourne / Victor Kraatz        | CAN  | 8.0  | 0.8    | 0.8    | 2.4   | 4.0   |
| 5      | Margarita Drobiazko / Povilas Vanagas   | LTU  | 10.0 | 1.0    | 1.0    | 3.0   | 5.0   |
| 6      | Galit Chait / Sergei Sakhnovski         | ISR  | 12.0 | 1.2    | 1.2    | 3.6   | 6.0   |
| 7      | Albena Denkova / Maksim Staviski        | BUL  | 14.0 | 1.4    | 1.4    | 4.2   | 7.0   |
| 8      | Kati Winkler / René Lohse               | GER  | 16.0 | 1.6    | 1.6    | 4.8   | 8.0   |
| 9      | Olena Hroesjyna / Roeslan Hontsjarov    | UKR  | 19.0 | 2.0    | 2.0    | 6.0   | 9.0   |
| 10     | Tatjana Navka / Roman Kostomarov        | RUS  | 19.0 | 1.8    | 1.8    | 5.4   | 10.0  |
| 11     | Naomi Lang / Peter Tchernyshev          | USA  | 22.2 | 2.4    | 2.2    | 6.6   | 11.0  |
| 12     | Marie-France Dubreuil / Patrice Lauzon  | CAN  | 23.8 | 2.2    | 2.4    | 7.2   | 12.0  |
| 13     | Sylwia Nowak / Sebastian Kolasinski     | POL  | 26.0 | 2.6    | 2.6    | 7.8   | 13.0  |
| 14     | Eliane Hugentobler / Daniel Hugentobler | SUI  | 28.4 | 3.0    | 3.0    | 8.4   | 14.0  |
| 15     | Marika Humphreys / Vitali Baranov       | GBR  | 30.4 | 3.2    | 3.2    | 9.0   | 15.0  |
| 16     | Isabelle Delobel / Olivier Schoenfelder | FRA  | 31.2 | 2.8    | 2.8    | 9.6   | 16.0  |
| 17     | Kristin Fraser / Igor Loekanin          | AZE  | 34.6 | 3.4    | 3.4    | 10.8  | 17.0  |
| 18     | Federica Faiella / Massimo Scali        | ITA  | 35.4 | 3.6    | 3.6    | 10.2  | 18.0  |
| 19     | Natalia Gudina / Alexei Beletski        | ISR  | 38.0 | 3.8    | 3.8    | 11.4  | 19.0  |
| 20     | Katarina Kovalova / David Szurman       | CZE  | 40.4 | 4.2    | 4.2    | 12.0  | 20.0  |
| 21     | Joelia Holovina / Oleg Voiko            | UKR  | 43.4 | 4.4    | 4.4    | 12.6  | 22.0  |
| 22     | Zhang Weina / Cao Xianming              | CHN  | 44.0 | 4.6    | 4.6    | 13.8  | 21.0  |
| 23     | Beata Handra / Charles Sinek            | USA  | 44.2 | 4.0    | 4.0    | 13.2  | 23.0  |
| 24     | Yang Tae-hwa / Lee Chuen-gun            | KOR  | 48.0 | 4.8    | 4.8    | 14.4  | 24.0  |

## Medaillespiegel
| rang | land             | Goud | Zilver | Brons | totaal |
| ---- | ---------------- | ---- | ------ | ----- | ------ |
| 1    | Rusland          | 2    | 3      | 0     | 5      |
| 2    | Verenigde Staten | 1    | 0      | 2     | 3      |
| 3    | Canada           | 1    | 0      | 0     | 1      |
| 3    | Frankrijk        | 1    | 0      | 0     | 1      |
| 5    | China            | 0    | 0      | 1     | 1      |
| 5    | Italië           | 0    | 0      | 1     | 1      |
|      |                  | 5    | 3      | 4     | 12     |

Londen 1908 · 
Antwerpen 1920 · 
Chamonix 1924 · 
St. Moritz 1928 · 
Lake Placid 1932 · 
Garmisch-Partenkirchen 1936 · 
St. Moritz 1948 · 
Oslo 1952 · 
Cortina d'Ampezzo 1956 · 
Squaw Valley 1960 · 
Innsbruck 1964 · 
Grenoble 1968 · 
Sapporo 1972 · 
Innsbruck 1976 · 
Lake Placid 1980 · 
Sarajevo 1984 · 
Calgary 1988 · 
Albertville 1992 · 
Lillehammer 1994 · 
Nagano 1998 · 
Salt Lake City 2002 · 
Turijn 2006 · 
Vancouver 2010 · 
Sotsji 2014 · 
Pyeongchang 2018 · 
Peking 2022
Olympische medaillewinnaars
Alpineskiën · Biatlon · Bobsleeën · Curling · Freestyleskiën · Kunstrijden · Langlaufen · Noordse combinatie · Rodelen · Schaatsen · Schansspringen · Shorttrack · Skeleton · Snowboarden · IJshockey